# Gimnastyka na Letnich Igrzyskach Olimpijskich 1920 – ćwiczenia wolne drużynowo mężczyzn
Ćwiczenia wolne drużynowo mężczyzn były jedną z konkurencji gimnastycznych na Letnich Igrzyskach Olimpijskich 1920. Zawody odbyły się w dniu 27 sierpnia. W zawodach uczestniczyło 45 zawodników z 2 państw.

## Wyniki
Maksymalna liczba punktów do zdobycia wynosiła 60.
| Miejsce | Państwo  | Zawodnicy | Wynik |
| ------- | -------- | --- | ----- |
| 1       | Dania    | Georg Albertsen, Rudolf Andersen, Viggo Dibbern, Aage Frandsen, Hugo Helsten, Harry Holm, Herold Jansson, Robert Johnsen, Christian Juhl, Vilhelm Lange, Svend Madsen, Peder Marcussen, Peder Møller, Niels Turin Nielsen, Steen Olsen, Christian Pedersen, Hans Rønne, Harry Sørensen, Christian Thomas, Knud Vermehren                                                                                              | 51,35 |
| 2       | Norwegia | Alf Aanning, Karl Aas, Jørgen Andersen, Gustav Bayer, Jørgen Bjørnstad, Asbjørn Bodahl, Eilert Bøhm, Trygve Bøyesen, Ingolf Davidsen, Haakon Endreson, Harald Færstad, Herman Helgesen, Peter Hol, Otto Johannessen, Johan Anker Johansen, Trygve Kristoffersen, Henrik Nilsen, Jacob Opdahl, Arthur Rydstrøm, Frithjof Sælen, Bjørn Skjærpe, Wilhelm Steffensen, Olav Sundal, Reidar Tønsberg, Lauritz Wigand-Larsen | 48,55 |